# Терюкалова, Раиса Фоминична
Раиса Фоминична Терюкалова (р. 8.1.1939, с. Кувакино Алатыр. р-на, Чувашской АССР) – живописец, художник-прикладник, член Союза художников СССР (1970).
Заслуженный художник Чувашской Республики (1994), народный художник Чувашской Республики (1999), почётный гражданин Алатырского района (2000).

## Биография
Родилась 8 января 1939 г. в с. Кувакино Алатырского района Чувашской Республики.
В 1961 году окончила Чебоксарское художественное училище, в 1967 году — Ленинградское высшее художественно-промышленное училище.
Работала художником Чувашского отделения Творческо-производственного комбината Художественноо фонда РСФСР (1970–72, 1980–94), создала батики, декоративные панно, театральные декорации и другие произведения монументально-декоративного характера.

### Основные работы
- Серия мебельно–декоративных тканей,
- батик “Чаепитие”,
- “По мотивам “Нарспи”,
- гобелены “Песня”,
- “Чувашский фольклор”